# Cosmospora

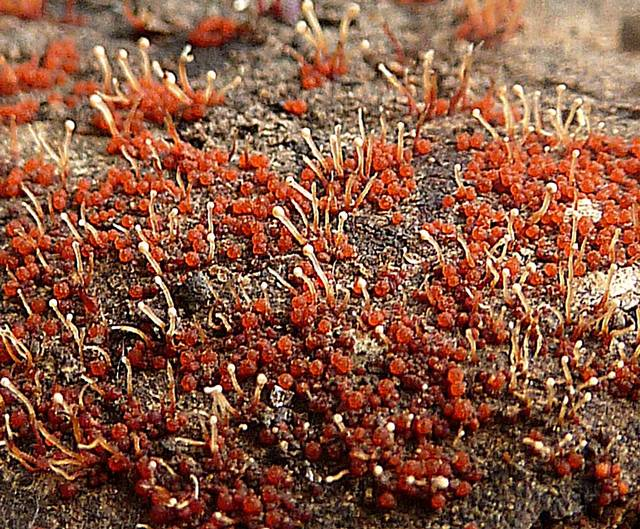
Nectria stilbellae

Cosmospora ist eine Gattung aus der Familie der Pustelpilzverwandten (Nectriaceae). Ihre Anamorphengattungen sind Verticillium und Acremonium. Die Typusart ist Cosmospora coccinea.

## Merkmale

### Teleomorphen
Stromata sind unauffällig oder fehlend. Die Perithecien erscheinen verstreut oder gesellig. Sie sind birnenförmig und weisen eine oft zugespitzte Papille auf. Bei trockener Witterung fallen sie von oben oder seitlich ein. Sie sind orangerot oder leuchtend rot gefärbt und glatt. Für gewöhnlich sind sie 150 bis 450 µm hoch.
In KOH färben sich die Perithecien dunkelrot.
Die Asci sind zylindrisch bis schmal keulenförmig. Sie besitzen einen apikalen Ring und acht uniseriate oder teilweise biseriate Ascosporen. Diese sind anfangs hyalin, werden aber mit zunehmender Reife gelbbraun bis rotbraun. Sie sind einfach septiert. Ihre Oberfläche ist zunächst glatt, bei Reife warzig.

### Anamorphen
Die Konidiophore sind Acremonium-artig. Sie werden als seitliche Phialiden an somatischen Hyphen, mit ein oder zwei sich verzweigenden Schichten oder verticillat gebildet. Sie sind hyalin. Die Phialiden sind zylindrisch bis pfriemförmig, hyalin und bilden je eine Konidie. Die Mikrokonidien sind elliptisch, schmal elliptisch, keulenförmig oder leicht allantoid, unseptiert, hyalin und werden in schleimigen Köpfchen gebildet. Makrokonidien fehlen. Chlamydosporen sind meist nicht vorhanden, werden aber auf einigen Nährmedien gebildet.
Die Kolonien wachsen auf PDA langsam. In 14 Tagen erreichen sie bei Zimmertemperatur einen Durchmesser von 15 bis 25 mm. Die Oberfläche ist pulverig, filzig, flockig oder wollig und weiß, blass rosa, ocker oder olivgrün gefärbt. Die Sporulation tritt normalerweise häufig auf. Luftmycel wird mitunter häufig gebildet.

## Ökologie
Die Pilze wachsen meist auf Fruchtkörpern anderer Pilze wie Baumschwämme (Fomitopsis), Kohlenbeeren (Hypoxylon), Schillerporlinge (Inonotus) oder Schichtpilze (Stereum). Oft können sie aber auch aus dem Boden isoliert werden.

## Systematik
Die Gattung Cosmospora enthält weltweit folgende Arten. Die meisten Vertreter wurden aus Anamorphengattungen in die Gattung Cosmospora kombiniert. Zur Auffassung der Gattung siehe auch den Abschnitt Taxonomie.
| Wissenschaftlicher Name | Autorenzitat                                           | Nebenfruchtform            |
| ----------------------- | ------------------------------------------------------ | -------------------------- |
| Cosmospora arxii        | (W. Gams 1971) Gräfenhan & Schroers 2011               | Acremonium arxii           |
| Cosmospora berkeleyana  | (P. Karst. 1891) Gräfenhan, Seifert & Schroers 2011    | Acremonium berkeleyanum    |
| Cosmospora butyri       | (J.F.H. Beyma 1938) Gräfenhan, Seifert & Schroers 2011 | Acremonium butyri          |
| Cosmospora coccinea     | Rabenh. 1862                                           | Verticillium olivaceum     |
| Cosmospora cymosa       | (W. Gams 1971) Gräfenhan & Seifert 2011                | Acremonium cymosum         |
| Cosmospora khandalensis | (Thirum. & Sukapure 1966) Gräfenhan & Seifert 2011     | Cephalosporium khandalense |
| Cosmospora lavitskiae   | (Zhdanova 1966) Gräfenhan & Seifert 2011               | Gliomastix lavitskiae      |
| Cosmospora viridescens  | (C. Booth 1959) Gräfenhan & Seifert 2011               |                            |

## Taxonomie
Cosmospora bestand nach dem breiten Gattungskonzept nach Rossman aus etwa 65 Arten. Phylogenetische Untersuchungen ergaben, dass diese Gruppe aus mehreren Abstammungslinien besteht, die im Allgemeinen mit den unterschiedlichen Typen der Anamorphen übereinstimmen. Daher wurden für einige Linien neue Teleomorphengattungen vorgeschlagen, z. B. Nectricladiella mit der Anamorphengattung Cylindrocladiella und Chaetopsinectria mit Chaetopsina. Die Gattung Cosmospora wird daher inzwischen stärker um den Typus C. coccinea abgegrenzt. In einigen Linien finden sich auch Fusarium-artige Anamorphen.